# Szwedzka mogiła (Racławice)

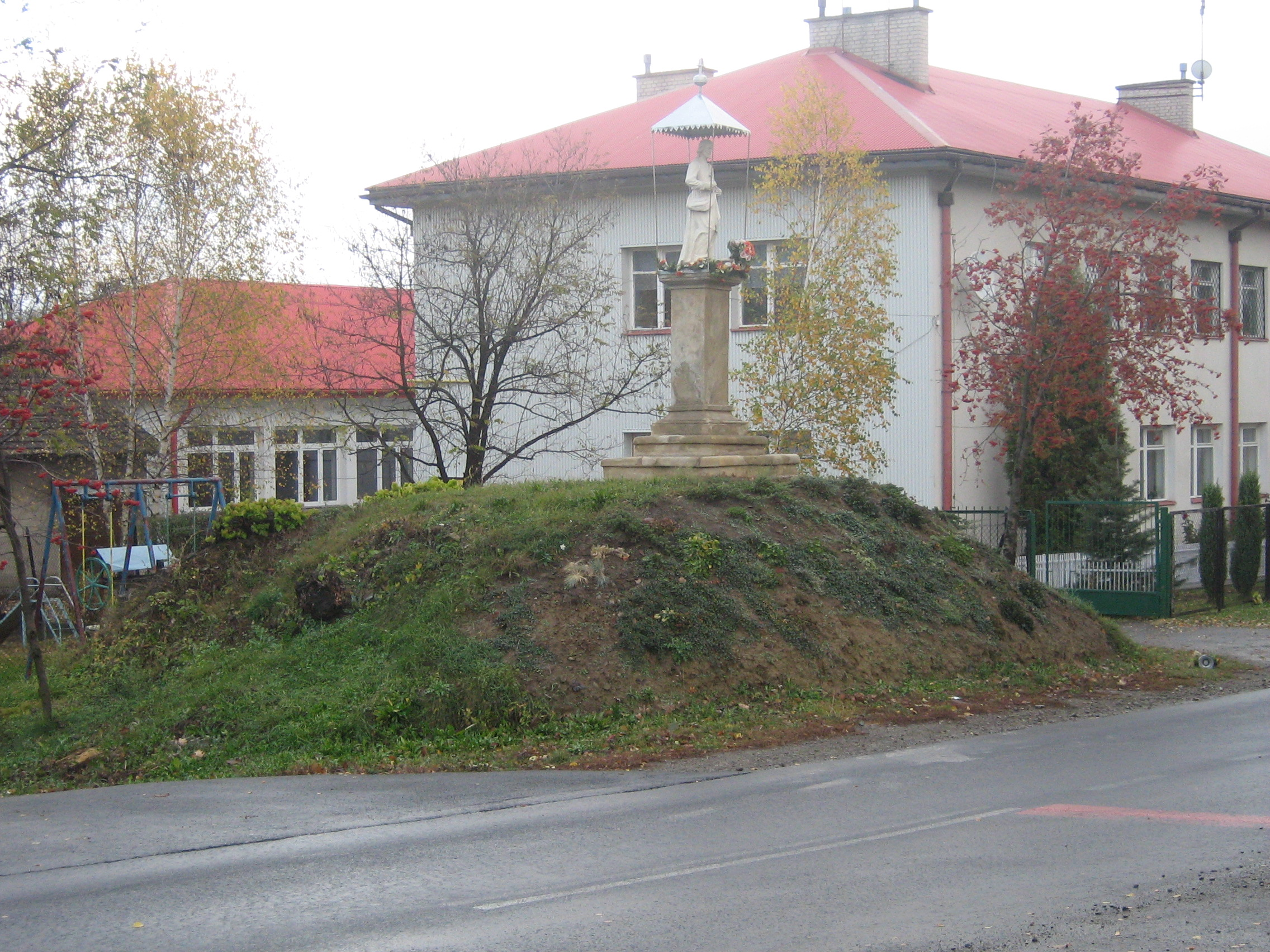
Kopiec na tle szkoły

Szwedzka mogiła – kurhan w Racławicach, w gminie Biecz, położony w pobliżu szkoły. 
Brak jest historycznych informacji na temat tego kiedy i jak powstał kopiec, a także kiedy postawiono na nim figurę Najświętszego Serca Pana Jezusa (najprawdopodobniej powstała ona w roku 1811 z fundacji księdza Chalińskiego). 
Według podań ludowych jest miejscem pochówku 30 okolicznych chłopów, którzy zginęli w walce ze Szwedami (z oddziałem Patryka Gordona) podczas potopu szwedzkiego. Po stronie szwedzkiej zginęło kilkunastu żołnierzy.
Istnieje hipoteza, że jest on pozostałością miejscu kultu pogańskiego, sprzed przyjęcia chrztu świętego przez ludność zamieszkującą te ziemie.